# 2719 Suzhou
2719 Suzhou este un asteroid din centura principală, descoperit pe 22 septembrie 1965, de Observatorul Zijinshan.